# Callidula atata
Callidula atata es una polilla de la familia Callidulidae. Se encuentra en las islas Kai en Indonesia. Fue descrito por primera vez en 1909 por Charles Swinhoe.